# 苏丹武装部队
苏丹武装部队（阿拉伯语：القوات المسلحة السودانية，羅馬化：Al-Quwwat al-Musallaha as-Sudaniyah，缩写为SAF）是苏丹共和国的军事力量。2011年，国际战略研究所估计正规部队人数为10.93萬人。2016—2017年，快速支援部隊的4萬名成员参加了也门内战（其中1萬人在2019年10月前返回苏丹）。2023年4月15日起與快速支援部隊爆發衝突。

## 历史
苏丹军队的起源可以追溯到1898年英国在重夺苏丹期间招募的来自南苏丹的六个黑人士兵营。苏丹于1899年正式成为英埃蘇丹。埃及领袖萨义德·扎格卢勒引发的民族主义骚乱后，最高级别的英国军官（被称为Sirdar）也担任苏丹总督。1922年，在埃及领袖萨德·扎格卢勒引发的民族主义骚乱后，英国授予埃及独立。埃及人希望在苏丹有更多的监督，并在埃及军队内部创立了苏丹辅助部队的专门单位，称为Al-Awtirah，这成为了现代苏丹军队的核心。
英国军队于1925年组建了苏丹防卫部队（SDF）作为当地辅助部队。SDF由若干个独立团组成。大多数由穆斯林士兵组成，驻扎在北部，但南部的赤道省团则由基督徒组成。在第二次世界大战期间，SDF加强了参与打击意大利在埃塞俄比亚的联军。他们还在西部沙漠战役中服役，支援自由法国和长途沙漠团队在利比亚沙漠的库夫拉和贾洛绿洲的行动。"1947年，苏丹的军事学校被关闭，苏丹军队的人数减少到7,570人。"1948年，第一次阿以战争爆发。苏丹上校哈罗德·萨莱赫·阿尔-马利克选出了250名在第二次世界大战中参加过战斗的经验丰富的士兵。他们到达开罗参加一次阅兵式，然后被派往埃及军队的各个单位。这是一个严重的错误，因为苏丹人在第二次世界大战中一起战斗，这破坏了部队的凝聚力。这一决定反映了当时埃及军事规划者的思维。43名苏丹士兵在1948年的阿以战争中阵亡。1953年，英国和新的埃及政府达成协议，苏丹将走向独立之路。艾哈迈德·穆罕默德将军于1954年8月成为苏丹的第一任军队参谋长。这对苏丹人来说具有重大意义，因为这是苏丹首次拥有一个独立的军队，不再受英国或埃及的统治。
1951年7月，苏丹防卫部队司令拉什莫·惠斯勒将军在《英国军队评论》（1951年7月第6期）上写道，当时的SDF由四个步兵/骆驼团、一个信号团、一个防空炮兵团和其他部队组成。1954年3月，英国在苏丹的部队包括一支驻扎在喀土穆的营，最终向总督报告。总督的军事指挥官是苏丹防卫部队的总指挥，也是苏丹防卫部队的指挥官。自1950年起，这个职位由雷金纳德·库利·斯科恩斯少将担任。最后一支英军部队——第一营皇家莱斯特郡团——于1955年8月16日离开该国。所有英国军队都在1955年8月底撤离了该国。
赤道省团于1955年8月18日在托里特发生兵变，就在独立前夕，促使了安雅尼亚游击运动和第一次苏丹内战的爆发。赤道省团的第二连队曾被命令准备前往北部参加标志着最后一批英国军队撤离的仪式，但士兵们没有服从命令，与南部其他士兵一起在朱巴、耶伊、延博和马里迪发动了兵变。成千上万的北部士兵被空运到南部镇压兵变，到月底，赤道省团已被"清除"。